# Squier
A Squier egy amerikai hangszergyártó cég, melyet Victor Carroll „V.C.” Squier alapított. A céget 1965-ben felvásárolta a Fender hangszercég, és 1982-től napjainkig a Fender olcsóbb modelljei készülnek Squier márkanév alatt.

## Története

### A hegedűkészítéstől a húrgyártásig
Jerome Bonaparte „J.B.” Squier egy fiatal brit emigráns, aki a 19. század második felében került az Amerikai Egyesült Államokba, ahol a Michigan állambeli Battle Creek városában farmerként, valamint cipészként kereste kenyerét. Európában kitanulta a hegedűkészítés mesterségét, így 1881-ben Bostonba költözött, ahol hegedűket javított, valamint készített fiával Victor Carroll „V.C.” Squierrel. Saját készítésű hegedűik hamar híressé váltak, és a legmagasabb árkategóriájú kézzel készített hangszerek közé tartoztak az Egyesült Államokban; gyakran az „amerikai Stradivarius”-ként emlegették őket.
Később V.C. visszatért Battle Creekbe, ahol saját nevével fémjelzett hangszerkészítő üzemet, valamint üzletett nyitott 1890-ben. A vállalkozás egyre nagyobb lett, mígnem megnyílt a 427 Capitol Ave. alatt a híres battle creeki hegedűgyár. Squier az eladások növelése érdekében elkezdett partneri kapcsolatokat építeni a nemzeti zeneiskolákkal, és híres művészekkel.
Később Squier kézzel sodort húrok készítésébe fogott. A termelés olyan gyors ütmeben nőtt, hogy az alkalmazottaknak a pedálos varrógépet át kellett alakítani a húrok sodrására alkalmas szerkezetté, hogy ki tudják szolgálni a napi ezer darabos keresletet. A Squier-féle hegedű, bendzsó és gitárhúrok rendkívül keresettek voltak, főleg a diákok körében, mivel a tömegtermelésnek köszönhetően kedvező árfekvésű termékek voltak.
Az 1930-as években a Squier vállalat elkezdett húrokat készíteni a korban elterjedni kezdő elektromos hangszerekhez. Ezen kívül a cég árusított még zongorákat és fonográf felvételeket is egészen 1961-ig, amikor felszámolták a húrgyártó üzemet.

### A Fender és a hangszergyártás

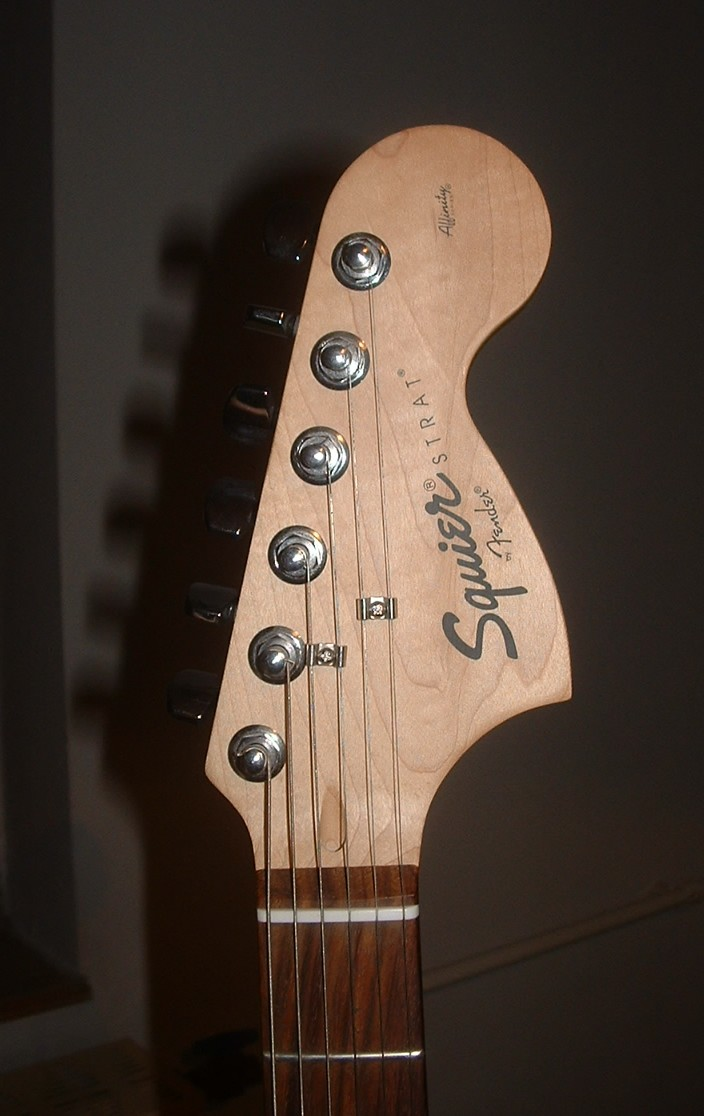
Squier by Fender Stratocaster fej

Az 1950-es években a Squier elkezdett húrokat szállítani Leo Fender ekkoriban megjelenő elektromos gitár típusaihoz. 1963-ban a V.C. Squier Company hivatalos beszállítójává vált a Fender cégnek, majd két évvel később részévé is vált, mivel Leo Fender felvásárolta azt, röviddel saját cége a CBS-nek történő eladása előtt. A Fender által forgalmazott húrkészleteken egészen az 1970-es évek közepéig a Squier márkajelzés volt olvasható. Ezt követően azonban a Fender már saját néven forgalmazta a húrkészleteket is.
Az 1980-as évek első felében a CBS-korszak végére olcsó, és aránylag jó minőségű japán Fender-másolatok tömkelege ársztotta el a piacot. Ennek megelőzésére az amerikai vállalat kihelyezett székhelyet nyitott, mely Fender Japan néven amerikai anyagokból és felszereléssel kezdett gitárokat gyártani. Az eredeti márkanévnek és a még így sem túl drága termékeknek köszönhetően lassan sikerült kiszorítani a kópiákat a piacról. A Fender Japan hat különböző vintage modellt készített, melyeket később Squier JV (Japanese Vintage) márkanév alatt hoztak forgalomba, és rendkívül jó minőségű hangszerek voltak. Az 1984 során gyártott JV-modellek ma a gyűjtők által keresett példányok közé tartoznak ritkaságuk és rendkívül jó minőségük miatt. Ebben a korszakban jelent meg a gitárfejeken a nagyobb Squier logó a „by Fender” felirattal.
1983-ban a Fender elkezdte importálni a Squier modelleket az Egyesült Államokba, ahol saját  hangszerboltjaikban forgalmazták őket. A kínálatot a Stratocaster, Telecaster és Precision bass modellek, valamint három változatban a Bullet gitárok tették ki. A frissen behozott immáron testvérmárkát a „There’s Magic in the Breed” szlogennel kezdték forgalmazni. A Squier Standard sorozata az 1980-as évek közepére terjedt el. A gitárok szerkezete hű maradt az eredeti vintage modellekhez, de a gyártási technológiát és sok apró részletet is modernizáltak az évek során. Az 1990-es években megjelentek az olcsóbb Affinity, valamint a ProTone és a Vista modellváltozatok.

## Termékek

### elektromos gitárok

#### Affinity Series
- Squier Stratocaster
- Squier Telecaster
- Squier Fat Strat
- Squier Mini
- Squier Mini Player
- Squier Duo-Sonic (visszavonva)
- Squier Bullet (visszavonva)
- Squier Bullet Special (visszavonva)

#### Bullet Series
- Squier Bullet Strat

#### California Series
- Squier Stratocaster
- Squier Telecaster
- Squier Fat Stratocaster

#### Classic Vibe Series
- Classic Vibe Stratocaster '50s
- Classic Vibe Stratocaster '60s
- Classic Vibe Duosonic '50s
- Classic Vibe Telecaster '50s
- Classic Vibe Precision Bass '50s
- Classic Vibe Precision Bass '60s
- Classic Vibe Jazz Bass '60s

#### Deluxe Series
- Squier Deluxe Hot Rails Stratocaster
- Squier Deluxe Stratocaster
- Squier Deluxe Stratocaster FMT
- Squier Deluxe Stratocaster QMT
- Squier Satin Trans Fat Stratocaster HH (visszavonva)
- Squier Satin Trans Fat Stratocaster HSS (visszavonva)
- Squier Satin Trans Stratocaster (visszavonva)
- Squier Satin Trans Telecaster (visszavonva)
- Squier Double Fat Telecaster Deluxe (visszavonva)

#### Hello Kitty Series
- Squier Hello Kitty Mini
- Hello Kitty Stratocaster

#### Obey Graphics Series
- OBEY Graphic Stratocaster HSS Collage/Dissent
- OBEY Graphic Telecaster HSS Collage/Propaganda

#### Standard Series
- Squier Standard Stratocaster
- Squier Standard Telecaster
- Squier Standard Fat Telecaster (visszavonva)
- Squier Standard Double Fat Stratocaster (visszavonva)
- Squier Telecaster Special (visszavonva)

#### Vintage Modified Series
- Squier Jagmaster II
- Squier Telecaster Custom
- Squier Telecaster Custom II
- Squier Vintage Modified Stratocaster
- Squier Vintage Modified Stratocaster HSS
- Squier Vintage Modified Telecaster SH
- Squier Vintage Modified Telecaster SSH
- Squier '51 (visszavonva)
- Squier Cyclone (visszavonva)

#### Signature Series
- Deryck Whibley Signature Telecaster
- Avril Lavigne Signature Telecaster
- Oh Olarn Phromhjai Signature Stratocaster
- Tom Delonge Signature Stratocaster (visszavonva)

### basszusgitárok

#### Affinity Series
- Squier Bronco Bass
- Squier Jazz Bass
- Squier P-Bass

#### Hello Kitty Series
- Badtz-Maru Bronco Bass

#### Modern Bass Series
- Squier MB-4
- Squier MB-4 Skull and Crossbones (Special Edition)
- Squier MB-5

#### Standard Series
- Squier Jazz Bass
- Squier Precision Bass Special

#### Vintage Modified Series
- Vintage Modified Precision Bass
- Vintage Modified Precision Bass TB
- Vintage Modified Jazz Bass
- Vintage Modified Jazz Bass Fretless

#### Signature Series
- Pete Wentz Precision Bass
- Mike Dirnt Precision Bass
- Frank Bello Jazz Bass

## Külső hivatkozások
- Hivatalos honlap
- The Squier Story